# Severo Ochoa
Severo Ochoa (Luarca, 24. rujna 1905. - Madrid, 1. studenog 1993.), španjolsko-američki biokemičar. 
Otac mu je bio odvjetnik i poslovni čovjek, a umro je kada je Severu bilo samo 7 godina. Majka je s njim tada preselila u Málagu. 
S fakulteta diplomira 1921. u 16. godini, a već 1923. ide na madridski medicinski fakultet gdje mu je cilj bio rad sa Santiagom Ramonom y Cajalom, ali se Cajal povukao u mirovinu. Godine 1929. dobiva titulu doktora s počastima, a već 1931. se ženi. Do 1941. je u Španjolskoj, putuje na razna mjesta, upoznaje ljude i obnaša funkcije, a onda odlazi u SAD. 
Godine 1956. postaje američki državljanin, a u SAD-u je obnašao mnoge prestižne funkcije, čak je bio pročelnik Odjela za biokemiju na jednom američkom sveučilištu. Za svoja postignuća, posebice sintetiziranje RNK, dobio je Nobelovu nagradu 1959. Nakon pada Francovog režima, vraća se u domovinu, gdje i umire u 88. godini.

## Vanjske poveznice
- Nobelova nagrada - životopis (engl.)